# Саад Ламджарред
Саад Ламджарред (род. 7 апреля 1985) — марокканский певец, танцор, актёр, композитор, автор песен и продюсер.

## Биография
Саад вырос в творческой семье; его родители марокканский артист Башир Абдо и марокканская актриса Назиха Ракраки. Ламджарред обрел известность после того, как его песни на марокканском диалекте арабского языка побили рекорды по количеству просмотров на YouTube.
Саад Ламджарред начал свою артистическую карьеру в 2007 году, заняв второе место в программе Super Star. На два года он исчез со сцены, после чего вернулся с рядом синглов, которые оказались очень успешными. Первым видеоклипом Ламджарреда стал клип на песню «Wa’adini», выпущенный в 2009 году. Следующий клип вышел в 2012 году на песню «Salina» из его первого сольного альбома Wa la aleik. Данный альбом был опубликован в 2013 году и отличается арабским колоритом и специфической марокканской лексикой, отличающейся от других арабских диалектов. Альбом объединяет в себе марокканскую электронную музыку и поп-музыку. Вскоре артист опубликовал видеоклип на песню «Mal Habibi Malo», который набрал множество просмотров на YouTube.
Настоящим прорывом стал выпуск песни «Inti», которая много месяцев занимала первое место в разных арабских странах и набрала более 12 миллионов просмотров меньше, чем за 8 недель. Однако путь к мировой славе Сааду Ламджарреду открыл выпущенный им в 2015 году видеоклип на песню «LM3ALLEM» (араб. المعلم‎ — босс, мастер), что позже стало сценическим прозвищем артиста. Данный клип набрал более чем 30 миллионов просмотров всего за 30 дней, что сделало Ламджарреда первым арабским исполнителем, набравшим такое количество просмотров в указанный срок. Более того, видеоклип на песню «LM3ALLEM» стал самым популярным арабским музыкальным клипом по количеству просмотров на YouTube, набрав около 913 миллионов просмотров к апрелю 2021 года и обойдя песню «Boshret Kheir» исполнителя Хусейна Аль Джасми. Данный рекорд был занесён в Книгу рекордов Гиннеса. Также песня удостоилась марокканских, арабских и мировых призов и премий. Следующие клипы и треки Саада Ламджарреда, например, «Ana Machi Sahel», «Ghaltana» и «Let go», также оказались успешными и собрали миллионы просмотров в сети Интернет.
В 2017 году Ламджарред стал первым марокканским и арабским исполнителем, чей канал на платформе YouTube собрал более миллиарда просмотров. Несмотря на это, некоторые аспекты личной жизни Саада Ламджарреда, в частности обвинения в сексуальных домогательствах, изнасиловании, злоупотреблении наркотиками и алкоголем, вызвали множество слухов и споров.
26 октября 2016 года Саад Ламджарред был задержан французской полицией в Париже по обвинению в избиении французской девушки по имени Лаура Приоль и попытке изнасилования. Инцидент предположительно произошёл в отеле Marriott Paris Champs Elysees, где остановился артист. Ламджарред почти 6 месяцев находился в заключении в следственном изоляторе Fleury Mérogis в южном пригороде Парижа, ожидая итогов расследования.

## Дискография

### Альбомы
- Wala Aalik (2013)

### Синглы
- «Waadini» (2009)
- «Saa Sa3idaty» (2012)
- «Salina» (2012)
- «Liman Nashky» (2013)
- «Wala Aaleyk» (2013)
- «Waana Mali» (2013)
- «Mal Hbibi Malou» (2013)
- «Inty» (2014)
- «Lm3allem» (2015)
- «Ana Machi Sahel» (2016)
- «Ghaltana» (2016)
- «Let Go» (2017)
- «Ghazali» (2018)
- «Casablanca» (2018)
- «Baddek Eih» (2018)
- «Njibek Njibek» (2019)
- «Ensay» (2019) feat Mohamed Ramadan
- «Adda Elkalam» (2020)